# Arquitetura na Universidade de Aveiro
A Universidade de Aveiro possui um vasto conjunto de edifícios que constituem um verdadeiro património arquitectónico reconhecido nacional e internacionalmente.
Edifícios e respectivos arquitectos:
- Biblioteca / Serviços de Documentação

1995 Álvaro Siza Vieira
- Cantina e Complexo de Refeitórios

- Residências de Estudantes I

1996 Adalberto Dias
2001 Manuel & Francisco Aires Mateus
- Cantina (Snack-bar / Self-service) / Restaurante Universitário

1996 José Maria Lopo Prata
- Casa do Estudante

2001 João Almeida & Victor Carvalho
- CEFASI / Secção Autónoma de Ciências Sociais, Jurídicas e Políticas

1992 José Maria Lopo Prata
- Centro de Computação

2004 José Maria Lopo Prata
- Centro de cópias

1984 Firmino Trabulo
- Complexo de Laboratórios Tecnológicos

(em construção) José Rebelo de Andrade
- Complexo Pedagógico, Científico e Tecnológico

2000 Vítor Figueiredo
- Departamento de Ambiente e Ordenamento

1990 Firmino Trabulo
- Departamento de Biologia

1991 José Carlos Loureiro
- Departamento de Ciências de Educação

1994 José Maria Lopo Prata
- Departamento de Comunicação e Arte

1996 Jorge Kol de Carvalho
- Departamento de Didáctica e Tecnologia Educativa / CIFOP - Centro Integrado de Formação de Professores / Mediateca

1985 Rebello de Andrade & Espírito Santo
- Departamento de Economia, Gestão e Engenharia Industrial

1992 Pedro Ramalho & Luís Ramalho
- Departamento de Electrónica, Telecomunicações e Informática

1989 Rebello de Andrade & Espírito Santo
- Departamento de Engenharia de Materiais e Cerâmica

1992 Alcino Soutinho
- Departamento de Engenharia Civil

2004 Joaquim Oliveira
- Departamento de Física

1994 Alfredo Matos Ferreira
- Departamento de Geociências

1993 Eduardo Souto de Moura
- Departamento de Línguas e Culturas

1980 Firmino Trabulo
- Departamento de Matemática

1993 José Maria Lopo Prata
- Departamento de Mecânica

1996 Adalberto Dias
- Departamento de Química

1993 Alcino Soutinho
- Depósito de Água

1991 Álvaro Siza Vieira
- Edifício Central da Reitoria

2000 Gonçalo Byrne & Manuel Aires Mateus
- Escola Superior de Saúde / Secção Autónoma de Ciências da Saúde

1981 Firmino Trabulo
- IDAD - Instituto do Ambiente e Desenvolvimento

1980 Firmino Trabulo
- IEETA - Instituto de Engenharia Electrónica e Telemática de Aveiro

1994 Bernardo Ferrão
- Instituto de Telecomunicações

1993 José Maria Lopo Prata
- Jardim Infantil / Creche

1992 José Maria Lopo Prata
- Laboratório Central de Análises

1993 Fernando Gomes da Silva
- Livraria / Sala de Exposições

2000 Nuno Portas & Joaquim Oliveira
- Instituto Superior de Contabilidade e Administração

1986 Maria Emília Pedroso Lima
- Pavilhão Polidesportivo Prof. Doutor Aristides Hall

1994 João Almeida & Victor Carvalho
- Ponte pedonal sobre o esteiro de São Pedro

2001 João Luís Carrilho da Graça
- Refeitório / Serviços de Acção Social / Zona Técnica e Comercial

1987 Rebello de Andrade & Espírito Santo
- Residências de Estudantes II- Area do Crasto

2011 Adalberto Dias